# سیدلو
سیدلو یکی از روستاهای استان آذربایجان شرقی است که در دهستان کشک‌سرای بخش مرکزی شهرستان مرند واقع شده‌است.